# District de Tonk
Le district de Tonk est un district de l'état du Rajasthan en Inde.